# Culicoides recurvus
Culicoides recurvus är en tvåvingeart som beskrevs av Mercedes Delfinado 1961. Culicoides recurvus ingår i släktet Culicoides och familjen svidknott. Inga underarter finns listade i Catalogue of Life.